# Полуночное солнце (кинофестиваль)
Полуночное солнце (англ. Midnight Sun Film Festival, фин. Sodankylän elokuvajuhlat) — ежегодный международный кинематографический фестиваль, проводимый в июне в финском городе Соданкюля (провинция Лапландия).
В 2015 году европейской платформой культурных фестивалей EFFE (Европа для фестивалей, фестивали для Европы) награждён премией как самый модный фестиваль Европы.

## История фестиваля
Фестиваль был организован в 1986 году по инициативе трёх финских кинорежиссёров — Ансси Мянттяри, Аки и Мика Каурисмяки. Фестивальный кинопоказ традиционно проходит в июне в Соданкюля (провинция Лапландия).
2012
27-й фестиваль проходил с 13 по 17 июня. На круглосуточном показе было продемонстрировано 96 полнометражных и около 20 короткометражных фильмов, а просмотры посетило около 26 тысяч зрителей. Гостями фестиваля были финская актриса Тайна Элг, шведская актриса Харриет Андерссон, режиссёры Джо Данте и Бела Тарр.
2013
28-й фестиваль проходил с 12 по 16 июня. Среди гостей фестиваля — американский режиссёр Филип Кауфман, французская режиссёр и сценаристка Клер Дени и румынский кинорежиссёр Кристиан Мунджиу. Было показано более 80 фильмов, среди которых победитель последнего последнего Берлинского кинофестиваля фильм «Поза ребёнка», а также новый фильм Педро Альмодовара «Я очень возбуждён».
Одним из самых популярных фильмов фестиваля в этом году стал фильм мастера немого кино Бастера Китона «Кинооператор», который показывали под аккомпанемент Симфонического оркестра города Оулу. Фестиваль посетило рекордное количество зрителей — 27 тысяч.
2014
29-й фестиваль открылся 12 июня. Ряд режиссёров, анонсированных в качестве участников, по разным причинам отменили своё участие — советский и российский режиссёр Глеб Панфилов (фестиваль открывала его картина «Начало», 1970), британский режиссёр Питер Гринуэй и чадский режиссёр Махамат Салех Харун.
2015
30-й фестиваль открылся 10 июня ретроспективой короткометражных фильмов Петера фон Бага. Состоится обсуждение его места и наследия в финском киноискусстве. Среди зарубежных гостей фестиваля — режиссёр из Калмыкии Элла Манджиева с фильмом «Чайки», казахский режиссёр Адильхан Ержанов с фильмом «Хозяева» (каз. Үкілі кәмшат).